# تانيا سافيتشيفا
تاتيانا نيقولايفنا سافيتشيفا (بالروسية: Татья́на Никола́евна Са́вичева)، يشار إليها عادةً باسم تانيا سافيتشيفا (23 يناير 1930 - 1 يوليو 1944) هي طفلة روسية وكاتبة يوميات قاست حصار لينينغراد خلال الحرب العالمية الثانية. سجّلت سافيتشيفا خلال الحصار الوفيات المتتالية لكل فرد من أفراد أسرتها في مذكراتها، وأشارت في مدخلها الأخير إلى اعتقادها بأنها الشخص الوحيد من العائلة على قيد الحياة. على الرغم من إنقاذ سافيتشيفا ونقلها إلى المستشفى، توفيت بمرض السل المعوي في يوليو عام 1944 عن عمر 14 عامًا.
أصبحت صورة سافيتشيفا وصفحات مذكراتها رمزًا للخسائر البشرية في حصار لينينغراد، وخُلّدت ذكراها في سان بطرسبرغ ببناء مجمّع تذكاري على حزام المجد الأخضر على طول طريق الحياة. استُخدمت مذكراتها خلال محاكمات نورنبيرغ كدليل على جرائم النازيين.

## حياتها المبكرة
ولدت سافيتشيفا في 23 يناير 1930، وهي أصغر طفل في العائلة لأب يعمل خبّازًا، نيقولاي روديونوفيتش سافيتشيف، وأم خيّاطة، ماريا إغناتسيفنا سافيتشيفا. توفي والدها عندما كانت تانيا في السادسة من عمرها، وترك أرملته مع خمسة أطفال: ثلاث فتيات هنّ تانيا وجينيا (يفغينيا) ونينا، وصبيّان هما ميخائيل وليكا (ليونيد). غادر ميخائيل لينينغراد قبل اندلاع الحرب. بينما كان في الأراضي التي تحتلها ألمانيا في كينغيسيب، انضم ميخائيل إلى البارتيزان. لم تكن قصة ميخائيل معروفة بالنسبة لبقية أفراد أسرته الذين افترضوا أنه ميت.
خطّطت العائلة لقضاء صيف عام 1941 في الريف، لكن غزو دول المحور للاتحاد السوفيتي في 22 يونيو عطّل خططهم. قرّر جميع أفراد العائلة -باستثناء ميخائيل (ميشا) الذي غادر مسبقًا- البقاء في لينينغراد. عمل كل واحد منهم على دعم الجيش: خاطت ماريا إغناتسيفنا البزّات العسكرية، وعمل ليكا كمشغّل طائرة في الأميرالية، وعملت جينيا في مصنع للذخيرة، وساعدت نينا في بناء دفاعات المدينة وعملت في مصنع الذخائر مع شقيقتها، وخدم عمّاها فاسيا وليشا في الدفاع الجوي. حفرت تانيا، التي كانت تبلغ من العمر 11 عامًا، الخنادق وأخمدت القنابل الحارقة. في أحد الأيام، ذهبت نينا إلى العمل ولم تعد أبدًا؛ أُرسلت إلى بحيرة لادوغا ثم أُجليت على وجه السرعة. لم تكن العائلة على علم بذلك وافترضوا أنها توفيت.

## بداية اليوميات
احتفظت تانيا بمذكرات حقيقية في الأشهر السابقة. كانت هذه اليوميات عبارة عن دفتر ملاحظات كبير وسميك سجّلت فيه أحداث حياتها اليومية، لكن العائلة قررت أن تحرقه في مرحلة مبكرة من الحصار عندما لم يتبقَ وقود لتسخين الموقد. بعد مرور بعض الوقت على إحراق مذكراتها، أُعطيت سافيتشيفا دفترًا صغيرًا كان يخصّ أختها نينا، والذي أصبح فيما بعد دفتر مذكراتها. كان الدفتر الأصغر قد سلِم من النار واستخدمته نينا لتدوين الملاحظات حول معدات الغلي في المصنع الذي كانت تعمل فيه. لم تستخدم نينا الجزء المرتب أبجديًا من الدفتر.
كتبت تانيا أول مدخل لها في اليوميات في 28 ديسمبر أو بعد ذلك بفترة قصيرة. تضمّن المدخل الأول وفاة شقيقتها الكبرى، جينيا، والتي حدثت على الأرجح بسبب سوء التغذية الحاد الذي تفاقم بسبب عملها في مصنع الذخائر. وُلدت جينيا عام 1909 وغادرت منزل العائلة عندما تزوجت، إذ انتقلت إلى شارع ماخوفايا، حيث واصلت العيش بعد طلاقها. كانت جينيا تمشي بانتظام مسافة 7 كيلومترات إلى المصنع حيث كانت تعمل في بعض الأحيان على نوبتين في اليوم في صناعة محفظات الألغام. بعد العمل كانت تتبرع بالدم. عند هذه النقطة خلال حصار لينينغراد، انخفضت الحصص الغذائية إلى حدّ المجاعة، ولم تصل سوى إمدادات صغيرة وغير كافية إلى لينينغراد عبر بحيرة لادوغا على طول طريق الحياة. يُقدّر أن 100 ألف شخص ماتوا شهريًا بسبب الجوع، إذ وصلت حصة الشخص البالغ إلى 250 جرام من خبز الجاودار أو نصف تلك الكمية للأطفال والمسنين. لم يعد جسدها الضعيف يقوى على تحمّل التبرع بالدم وتوفيت في شقتها، بسبب المضاعفات الناجمة عن الإرهاق وسوء التغذية، في أحضان شقيقتها نينا التي شعرت بالقلق عندما لم تحضر أختها إلى نوبتها في المصنع وأسرعت إلى شارع ماخوفايا لتتفقّدها.

## الوفيات
بدأت سافيتشيفا بتسجيل وفاة كل فرد من أفراد الأسرة في دفتر نينا نصف الفارغ. كان على رأس كل صفحة حرف؛ اختارت سافيتشيفا الصفحة التي يترأسها الحرف الروسي ж وسجلت وفاة أختها بالعبارة التالية مكتوبة على الأرجح بقلم أزرق، وبخط كبير ملأ الصفحة «توفيت جينيا في 28 ديسمبر، الساعة 12 ظهرًا، 1941».
بدءًا من ذلك الوقت، توفي معظم أفراد أسرة تانيا أيضًا في تتابع سريع. توفيت جدتها، يفدوكيا غريغوريفنا، بعد شهر واحد، أي بعد يومين من عيد ميلاد سافيتشيفا الثاني عشر، بسبب قصور القلب، بعد أن فقدت ثلث وزنها. رفضت يفدوكيا غريغوريفنا الذهاب إلى المستشفى لأنها علمت أن المستشفيات تغصّ مسبقًا بما يكفي. دُفنت في مقبرة جماعية في ما يعرف اليوم باسم مقبرة بيسكاريوفسكي التذكارية حيث يوجد مجمع تذكاري لضحايا الحصار. سجّلت سافيتشيفا وفاة جدتها في الصفحة التي يترأسها الحرف Б بالكلمات التالية «توفيت الجدة في 25 يناير، الساعة 3، 1942».
اعترفت نينا في وقت لاحق أنه بناءً على طلب من جدتهم، أجّلوا الدفن واحتفظوا ببطاقة الجدة التموينية حتى نهاية الشهر، وبالتالي سُجّل التاريخ الرسمي لوفاتها في 1 فبراير 1942.
في 28 فبراير اختفت نينا. في يوم اختفائها، تعرّضت لينينغراد لقصف كثيف بالمدفعية وافتراض أفراد الأسرة المتبقون أنها قد ماتت. في الواقع، تم إخلاء نينا سافيتشيفا دون سابق إنذار عبر بحيرة لادوغا على مسار طريق الحياة الجليدي الخطير. لم يكن لدى نينا أية فرصة لإرسال خبر إلى أحد من أقاربها، فالمسار الجليدي مخصص فقط لنقل الغذاء الأساسي والوقود والدواء ولأغراض الإخلاء. بقيت مريضة لعدة أشهر ولم تتمكن من العودة إلى لينينغراد لمعرفة ما حلّ بعائلتها حتى عام 1945. لم تذكر سافيتشيفا أي إشارة إلى نينا في دفتر الملاحظات. نينا هي التي عثرت في النهاية على المذكرات عند العودة إلى لينينغراد.
بعد وفاة الجدة، توفي شقيق سافيتشيفا، ليكا، في مارس 1942. حاول في وقت سابق في الحرب أن يتجنّد في الجيش ولكنه رُفض بسبب قصر النظر. أصبح ليكا مهندسًا واعدًا، وكان أيضًا موسيقيًا موهوبًا. عمل نوبات طويلة في حوض بناء سفن الأميرالية وغالبًا ما كان يعمل نوبة ثانية في الليل. توفي في مستشفى حوض بناء السفن في 17 مارس، وسارعت سافيتشيفا في تسجيل هذا في مذكراتها تحت الحرف Л «توفي ليكا في 17 مارس 1942، الساعة 5 في الصباح، 1942».
في 13 أبريل، توفي العم فاسيا (أحد أشقاء والدها) عن عمر يناهز 56 عامًا. قبل الحرب، عاش ثلاثة من أعمام سافيتشيفا معًا في شقة مجاورة ولكن عندما بدأ الحصار انتقلت العائلة للعيش معًا. خدم العم فاسيا في الحرب العالمية الأولى ولكنه رُفض هذه المرة بسبب عمره. وقيل إن فاسيا وتانيا كانا مقرّبين للغاية وقضت تانيا ساعات طويلة في شقة فاسيا المليئة بالكتب. سجّلت سافيتشيفا وفاته تحت الحرف в، وخلطت بين بعض قواعدها النحوية بالكلمات «توفي العم فاسيا في 13 أبريل، الساعة 2 صباحًا، 1942».
تلا ذلك وفاة عمها الأكبر ليشا في مايو عن عمر يناهز 71 عامًا بسبب سوء التغذية. وقد حاول هو أيضًا الالتحاق في الجيش، لكنه رُفض لكبر سنّه. على الرغم من عمره ظل نشطًا في المجهود المدني في لينينغراد. سجّلت سافيتشيفا وفاته على الصفحة المواجهة للحرف Л وأغفلت كتابة كلمة 'توفي'. «العم ليشا في 10 مايو، الساعة 4 بعد الظهر، 1942».
وأخيرًا، توفيت والدتها في صباح يوم 13 مايو 1942. ولدت ماريا إغناتسيفنا سافيتشيفا في عام 1889 وعملت كخيّاطة، وواصلت عملها في المجهود الحربي للمدنيين من خلال خياطة الزي العسكري للجنود. أحبّت ماريا الموسيقى وشجّعت جميع أطفالها على العزف في فرقة عائلية. سجّلت سافيتشيفا وفاتها تحت الحرف М، وارتكبت الأخطاء النحوية مرة أخرى ونسيت كلمة 'توفيت' «ماما في 13 مايو، الساعة 7:30 في الصباح، 1942». يبدو أن سافيتشيفا فقدت الأمل بعد وفاة والدتها، وملأت ثلاث صفحات تحت ثلاثة حروف أخرى: С و У و О  بالكلمات،
«Савичевы умерли»
«Умерли все»
«Осталась одна Таня»
«توفي أفراد عائلة سافيتشيف.» «لاقى الجميع حتفه.» «بقيت تانيا فقط.»

## معرض صور

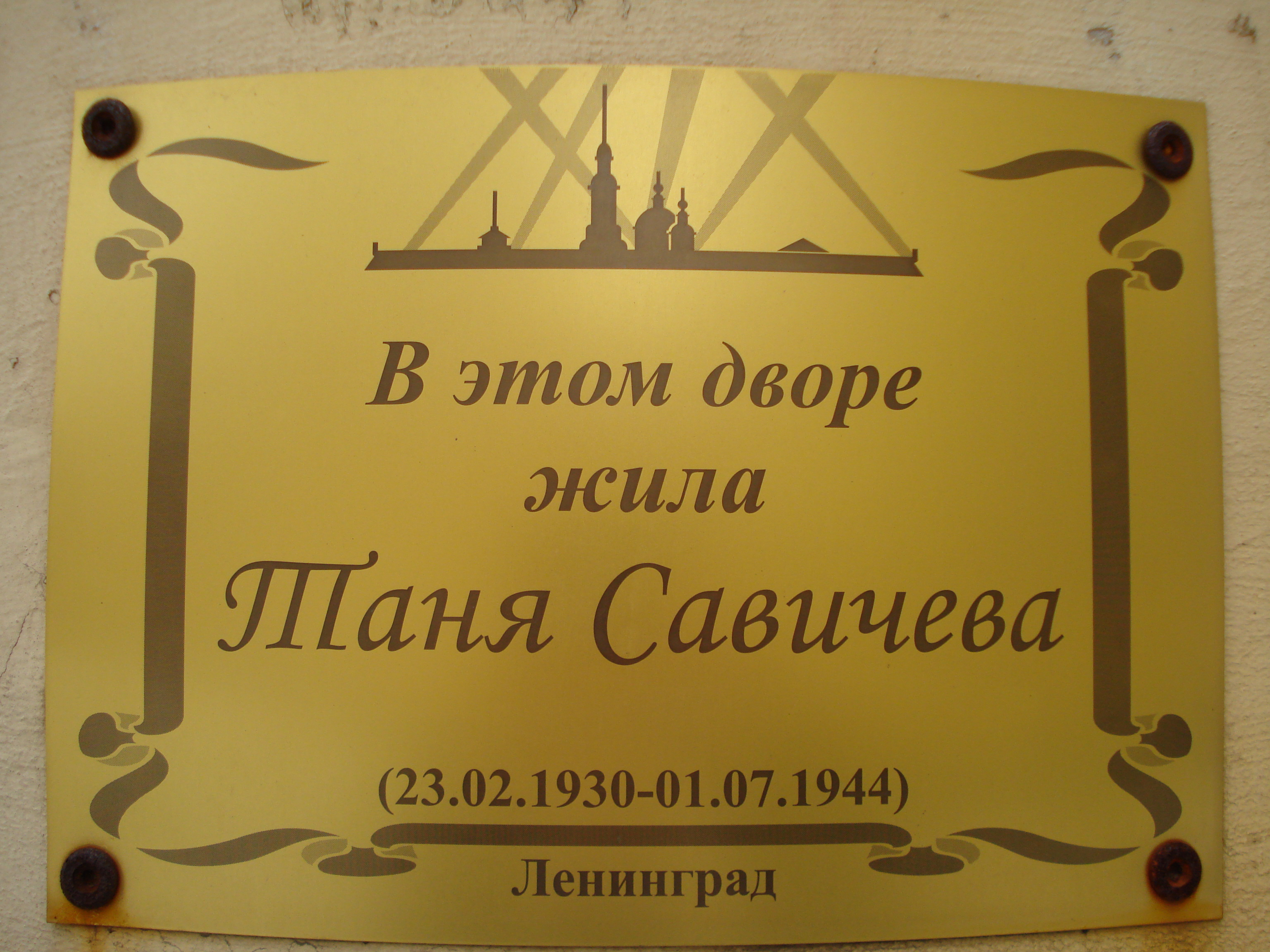
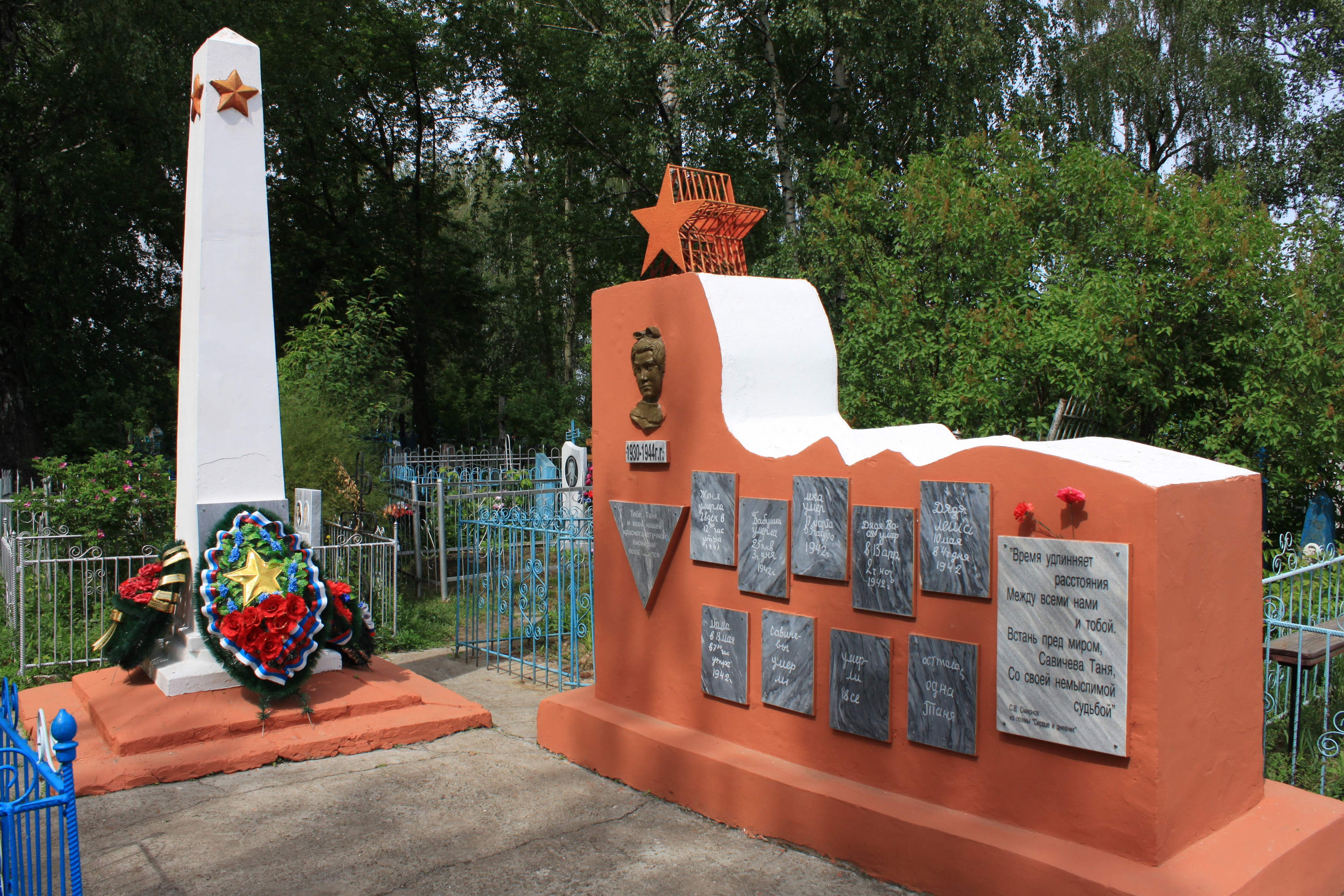
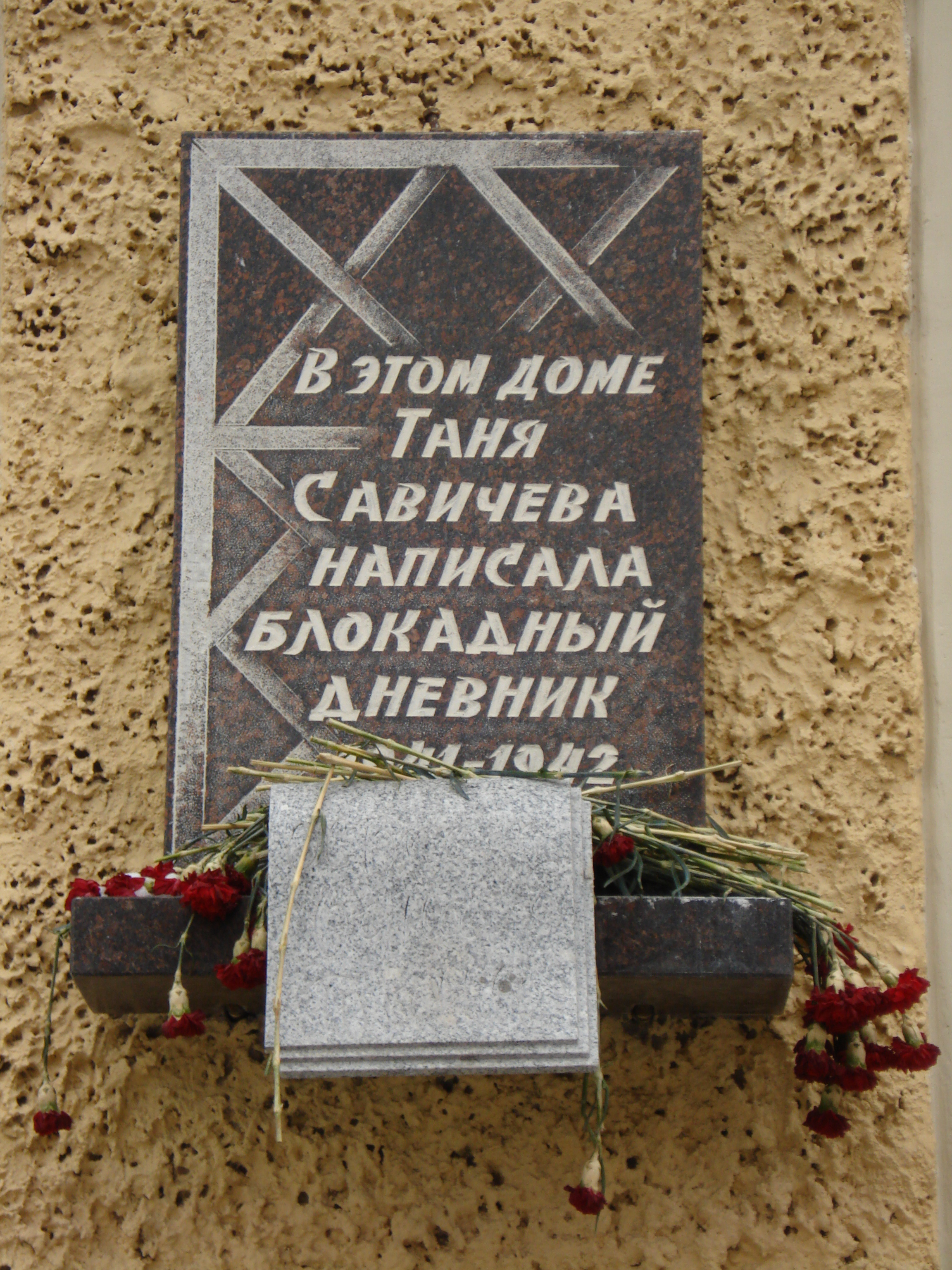
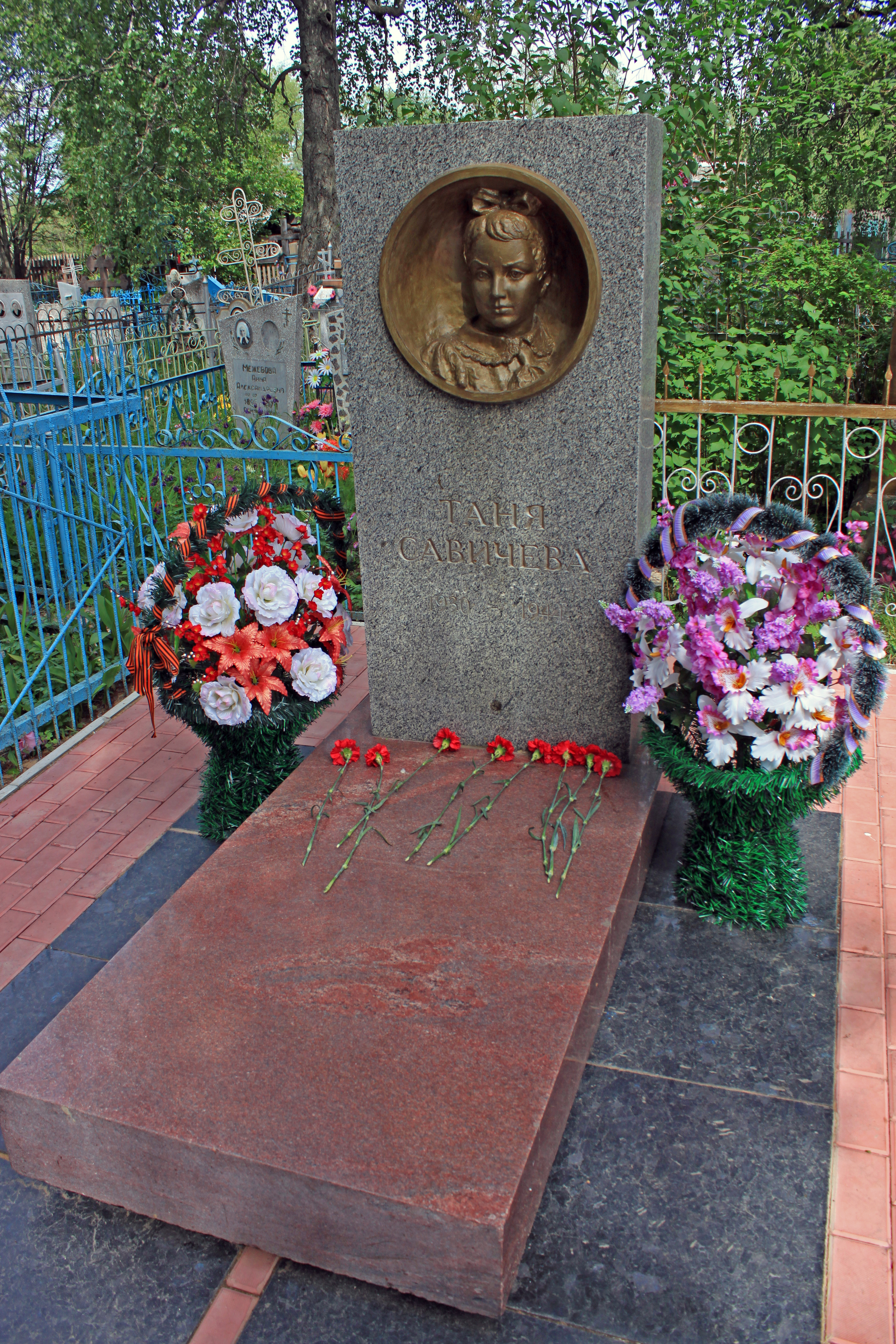

## بعد إنقاذها
بعد وفاة والدتها، بقيت سافيتشيفا مع أحد الجيران في الليلة التالية، وبعد ذلك -على الرغم من ضعفها الشديد- نقلت ممتلكات العائلة الشخصية إلى منزل عمتها يفدوكيا (دوسيا). أملت العمة أن تتلقى سافيتشيفا رعاية طبية عاجلة، ثم نقلت حضانة سافيتشيفا إلى دار الأيتام العام رقم 48 في منطقة سمولني في سان بطرسبرغ. في أغسطس 1942، كانت تانيا واحدة من بين 140 طفلًا أُنقذوا من لينينغراد وأُحضروا إلى قرية كراسني بور. كتبت أنستازيا كاربوفا، معلمة في دار أيتام كراسني بور، إلى شقيق تانيا ميخائيل، الذي صادف وجوده خارج لينينغراد في عام 1941: «تانيا الآن على قيد الحياة، لكنها لا تبدو بصحة جيدة. قال الطبيب الذي زارها مؤخرًا إنها مريضة للغاية. إنها بحاجة إلى الراحة والرعاية الخاصة والتغذية والمناخ الأفضل والأهم من ذلك كله، رعاية الأم الحانية». في مايو 1944، أُرسلت تانيا إلى مستشفى في شاتكي، حيث توفيت بمرض السل المعوي بعد شهر واحد، في 1 يوليو.
وفقًا لعدة مصادر، كان دفتر الملاحظات الصغير الذي كان في السابق بحوزة تانيا هو إحدى المستندات التي قدّمها المدّعون الحلفاء أثناء محاكمات نورنبيرغ.
عادت نينا سافيتشيفا وميخائيل سافيتشيف إلى لينينغراد بعد الحرب العالمية الثانية. واصل ميخائيل القتال حتى عام 1944، وأصيب بجروح أدت إلى تسريحه ونقله إلى لينينغراد. تُعرض مذكرات تانيا الآن في متحف تاريخ لينينغراد، مع نسخة معروضة أيضًا في مقبرة بيسكاريوفسكي التذكارية.

## محتويات اليوميات
توفيت جينيا في 28 ديسمبر، الساعة 12 ظهرًا، 1941
توفيت الجدة في 25 يناير، الساعة 3، 1942
توفي ليكا في 17 مارس 1942، الساعة 5 في الصباح، 1942
توفي العم فاسيا في 13 أبريل، الساعة 2 صباحًا، 1942
العم ليشا في 10 مايو، الساعة 4 بعد الظهر، 1942
ماما في 13 مايو، الساعة 7:30 في الصباح، 1942
توفي أفراد عائلة سافيتشيف
لاقى الجميع حتفه

بقيت تانيا فقط — تانيا سافيتشيفا

## وصلات خارجية
- Tanya Savicheva على موقع فايند أغريف